# Commercial Bank of Australia

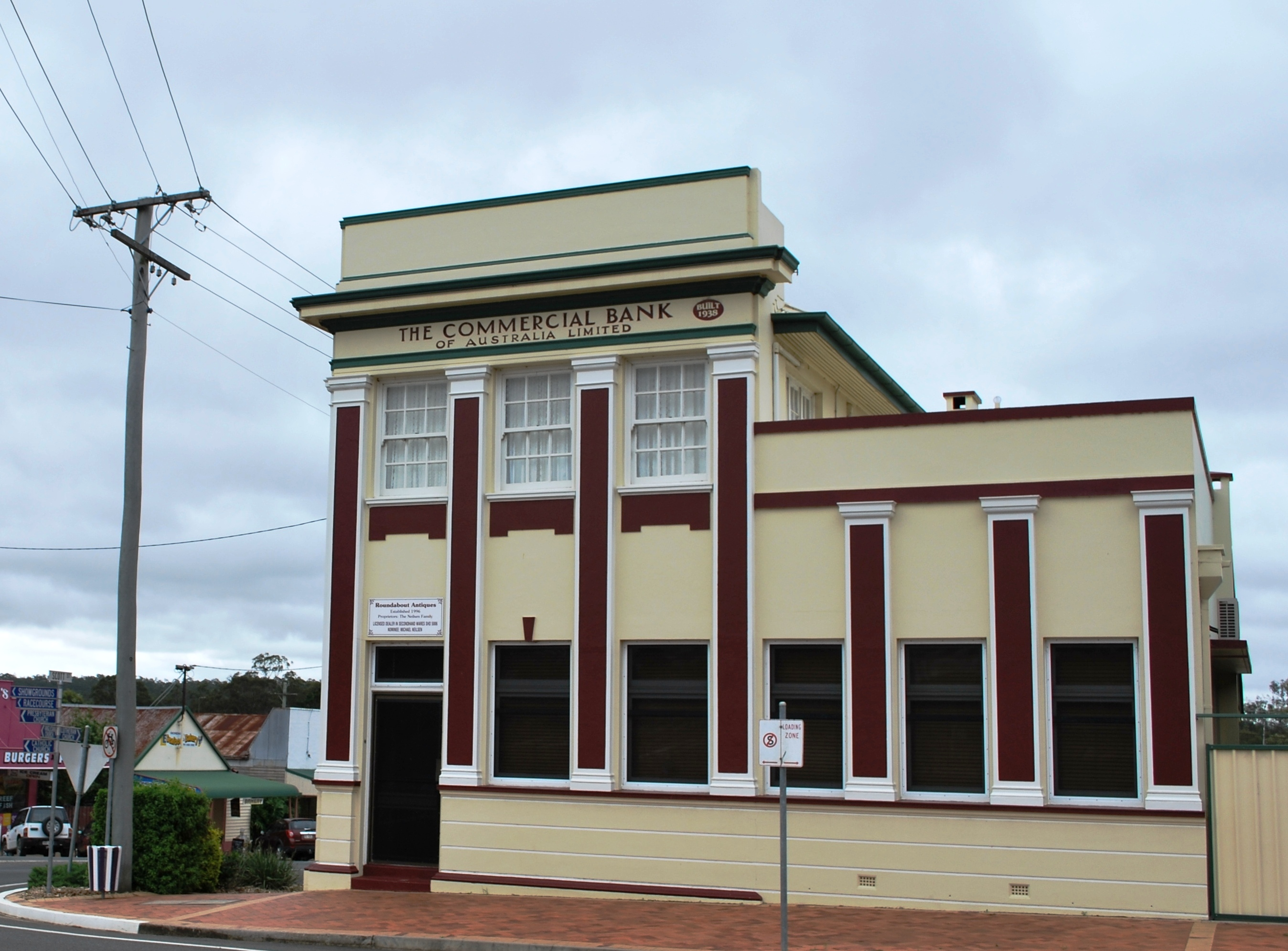
Ehemaliges Bankgebäude der Commercial Bank of Australia (1938) in Wondai, Queensland

Die Commercial Bank of Australia Limited (CBA) wurde 1866 in Melbourne, Victoria gegründet. 1982 fusionierte die Bank mit der Bank of New South Wales zur Westpac Banking Corporation.

## Geschichte

### Australien
Die Commercial Bank of Australia Limited wurde als zehnte Geschäftsbank in der britischen Kolonie Victoria erst vergleichsweise spät im Jahr 1866 gegründet. Mitbegründer und späterer Vorstandsvorsitzender der Bank war der schottische Geschäftsmann und zwölfter Premierminister von Victoria, James Service (1823–1899)
Trotzdem die Bank sich in den ersten Jahren ihrer Geschäftstätigkeit nur auf Victoria konzentrierte, verlief das Geschäft  eher moderat. So lagen die Einlagen im Jahr 1875 bei der Bank bei 835.197 Australischen Pfund, im Vergleich zur damals größten Bank, der Bank of Victoria, die in ihrer Bilanz 2.983.605 Australische Pfund an Einlagen verzeichnen konnte.
Nach dem Gründungsboom der Banken und dem australischen Goldrausch ab 1851 startete ein erbitterter Konkurrenzkampf unter den Banken. Um zu wachsen und Marktanteile gewinnen zu können, eröffneten die Banken Filialen ohne Rücksicht auf den Bedarf. So wurde H. G. Turner, der Generalmanager der Commercial Bank of Australia im Jahr 1880 mit seinen kritischen Anmerkungen zitiert, dass es 1880 in Victoria 326 Bankfilialen gäbe und damit 2760 Einwohner auf eine Filiale kämen, wogegen in England 12.000 Einwohner auf eine Filiale üblich wären. Es gab in einigen Orten und Stadtteilen bis zu 7 Filialen, wo ein bis zwei Filialen gereicht hätten.
Auch gab es einen Bauboom in der Kolonie. 1880 waren 2/3 aller in Victoria vergebener Kredite über Hypotheken auf Land abgesichert. Ende der 1880er spitzte sich die Lage dann zu. Im ersten Finanz-Crash von 1891–1892 traf es vor allem die Wohnungsbau- und die Finanzierungsgesellschaften, die im Immobilienboom der 1880er entstanden waren. Zwischen 1891 und 1993 stellten 54 von ihnen ihre Geschäftstätigkeiten ein, 32 davon für immer. Weil Bankkunden ihre Einlagen versuchten schnellstens abzuheben, mussten zwischen dem 24. Juli 1891 und dem 8. Juni 1892 26 Banken vorübergehend ebenfalls ihre Türen schließen.
Die erste Bank, die in dem zweiten Crash im Jahre 1893 in die Liquidation ging, war die Federal Bank of Australia im Januar 1893. Es war aber dann die Commercial Bank of Australia, die, nachdem sie ab dem 5. April für 30 Tage schloss, eine Panik auf dem Finanzmarkt auslöste. Beide Banken hatten für den Immobilienmarkt eine große Bedeutung. Dementsprechend heftig waren die Marktreaktionen. Zwölf weitere Banken folgten mit Schließungen in kurzer Folge und vergrößerten damit die Panik.
Obwohl die Commercial Bank of Australia nach ihrer Restrukturierung bereits nach 30 Tagen wieder öffnete, blieben andere Banken bis zu 130 Tagen geschlossen und verstärkten damit die finanziellen Engpässe. Zu dieser Zeit kontrollierten die Geschäftsbanken ca. 70 % aller Einlagen und 50 % dieser Einlagen wurden mit den Schließungen auf einmal dem Markt entzogen. Teilweise dauerten Auszahlungen von Einlagen bis Anfang der 1900er.
1982 fusionierten die Commercial Bank of Australia Limited mit der Bank of New South Wales und wurden zur Westpac Banking Corporation.

### Neuseeland
1913 wurde die Commercial Bank of Australia mit dem Commercial Bank of Australia (Ltd) Act in Neuseeland zugelassen und bekam, wie andere neuseeländische Banken auch, das Recht zugesprochen Banknoten ausgeben zu dürfen. Die Bank eröffnete 19 Filialen im gesamten Land, spielte aber keine bedeutende Rolle. Bis 1934 wurden lediglich 3 % aller neuseeländischen Banknoten von der Commercial Bank of Australia ausgegeben.
1982 fusionierten die neuseeländische Commercial Bank of Australia Limited mit der Bank of New South Wales ebenfalls und wurden zur neuseeländischen Westpac Banking Corporation umfirmiert. Durch Neustrukturierung im Jahr 2006 entstand dann in Folge die Westpac New Zealand Limited.
Siehe weiteren Hauptartikel: Westpac New Zealand